# Tarakullen
Tarakullen (engelska: Hill of Tara, iriska: Teamhair na Rí, "kungarnas kulle") ligger vid floden Boyne i grevskapet Meath i Leinster på Irland,och är en låg stenkantad ås med ett antal gamla monument i närheten. Tara kan ha varit huvudsäte för Irlands högkungar. Norr om åsen ligger resterna av ett nästan cirkelrunt järnåldersfort och med en diameter på 1000 meter. Lämningarna är kända som kungarnas fort och det finns flera andra försvarsanläggningar i närheten. Utgrävningar har även visat på romerska lämningar från 100-talet till 300-talet efter Kristus.
Det har också visat sig vid utgrävningar att det finns lämningar efter monument som dateras till cirka 3000 före Kristus och att Tara kan ha varit en kalender. En annan teori säger att Tara kan ha varit huvudstaden för de folk som fanns här före kelterna och när sedan kelterna kom tog de över Tara. Det är mycket troligt att Tara hade en stor politisk och ekonomisk betydelse.
Även under senare tid har Tara spelat en betydande roll. Under revolutionen 1798 hade de irländska rebellerna sitt läger på kullen. Man blev besegrad av den engelska armén och de 400 rebeller som stupade begravdes på Tara.

## Bildgalleri

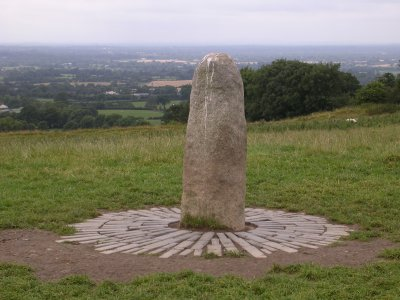
Tara -stenen, Lia Fail, ödets sten.
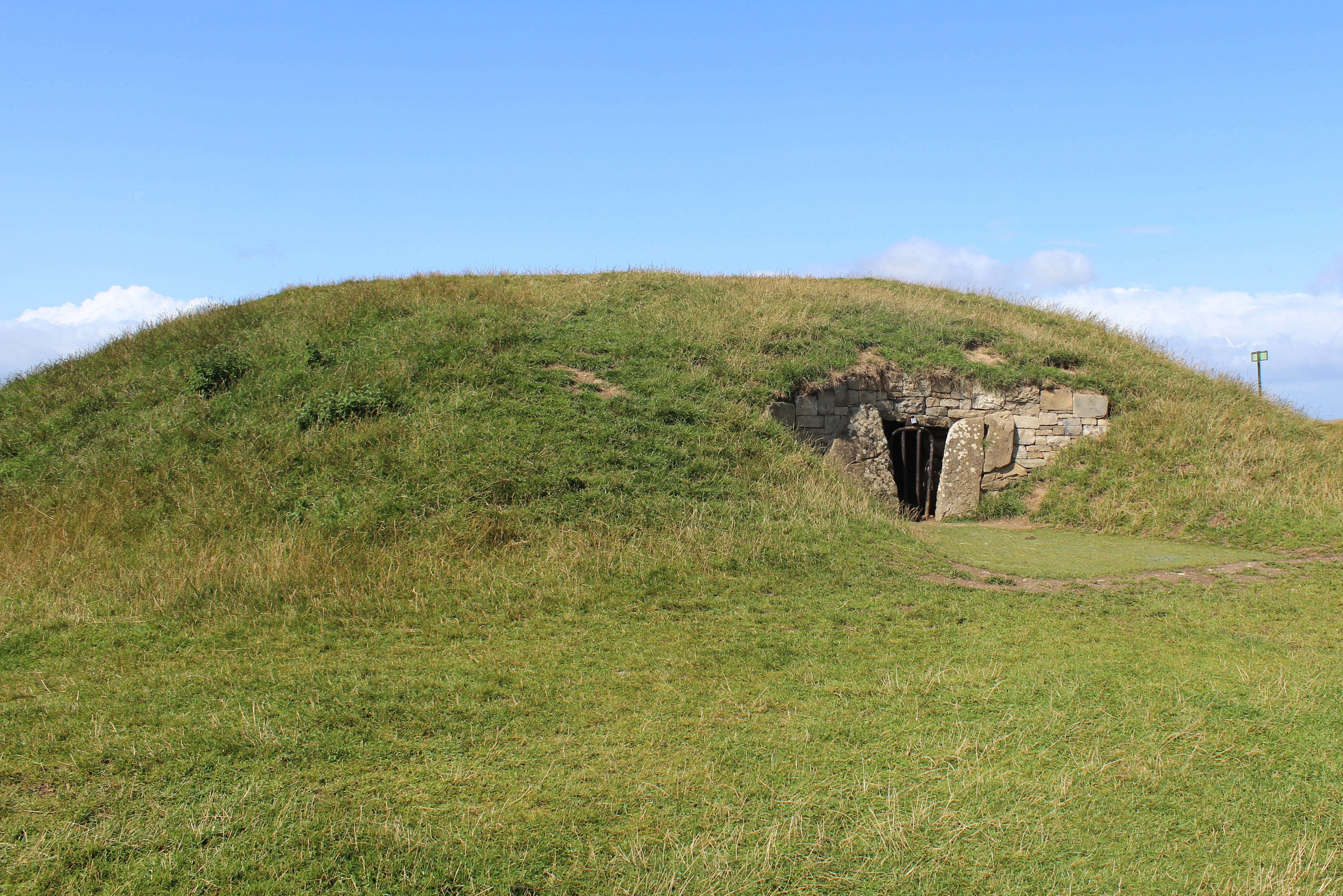
Mound of hostages.
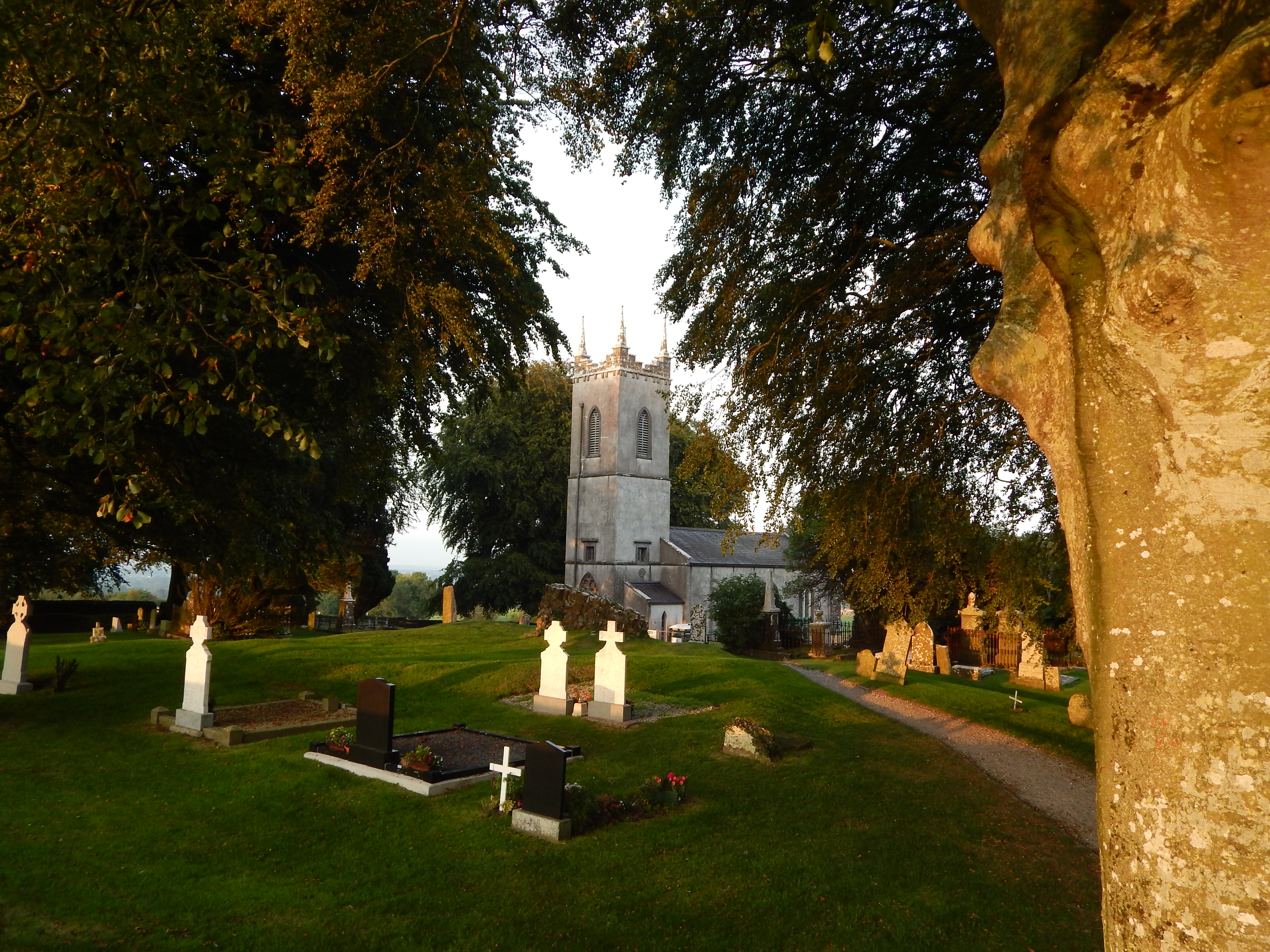
Kyrkan vid Tarakullen.
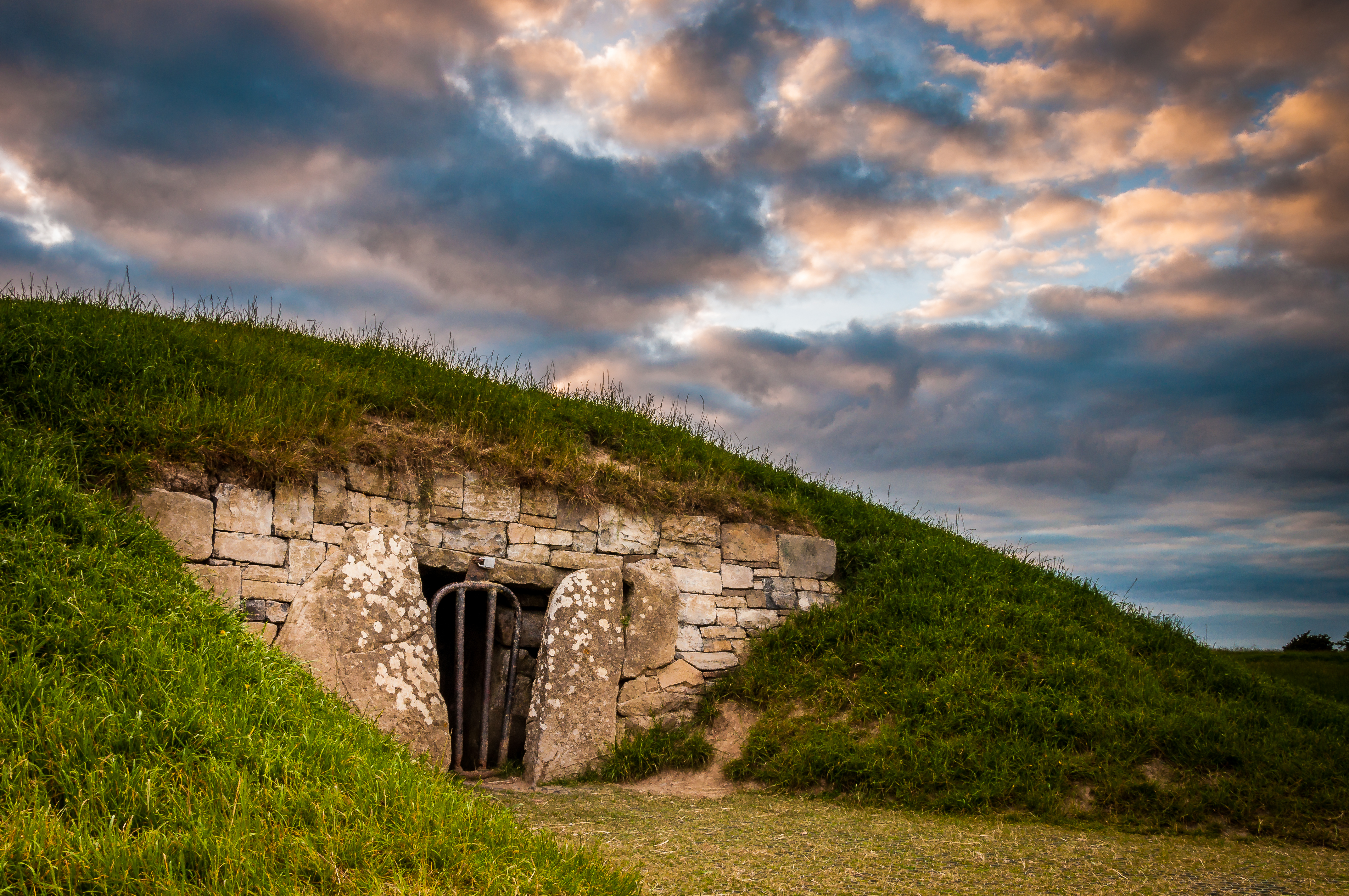
Mound of hostages.
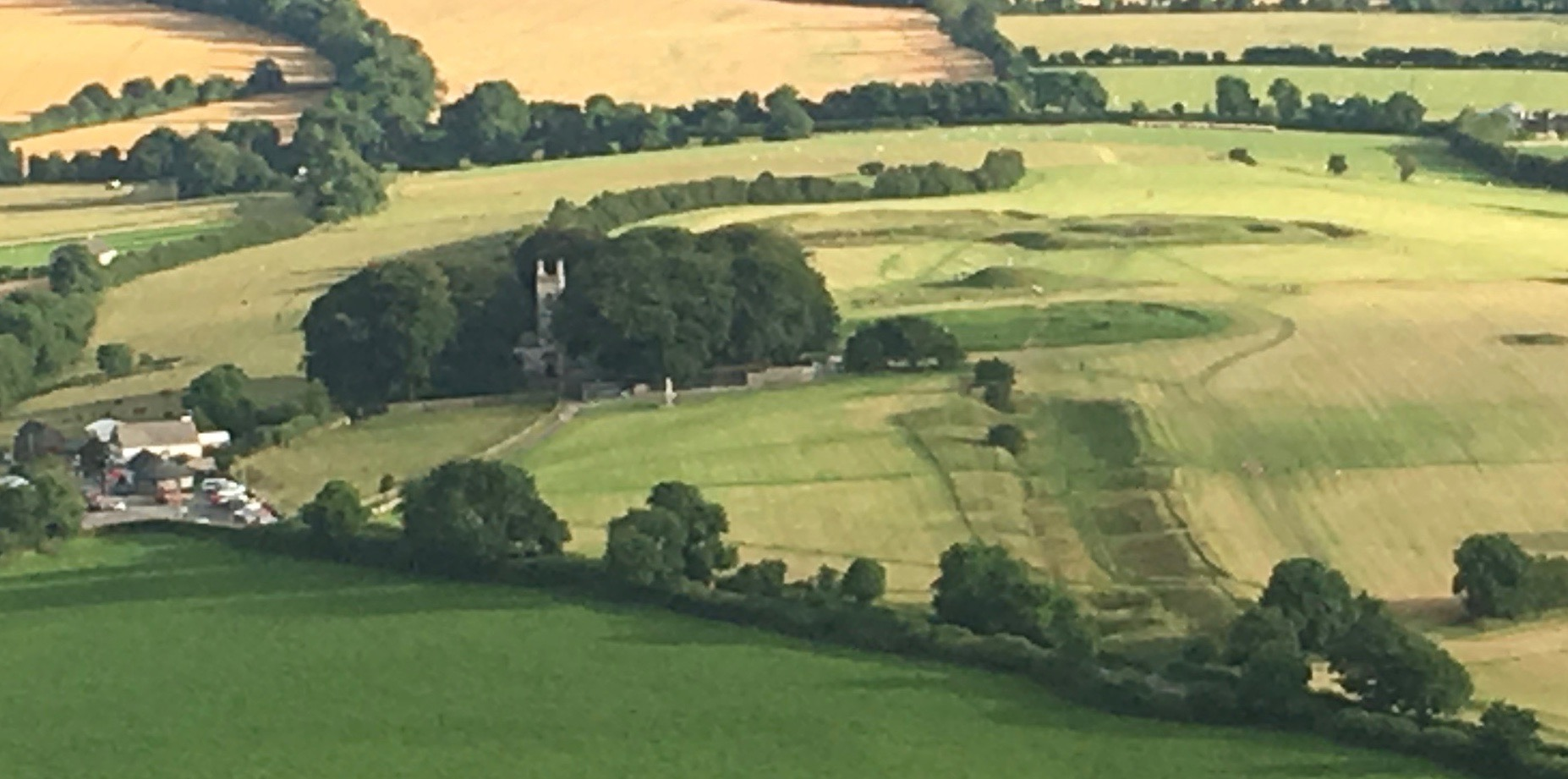
Tarakullen uppifrån.
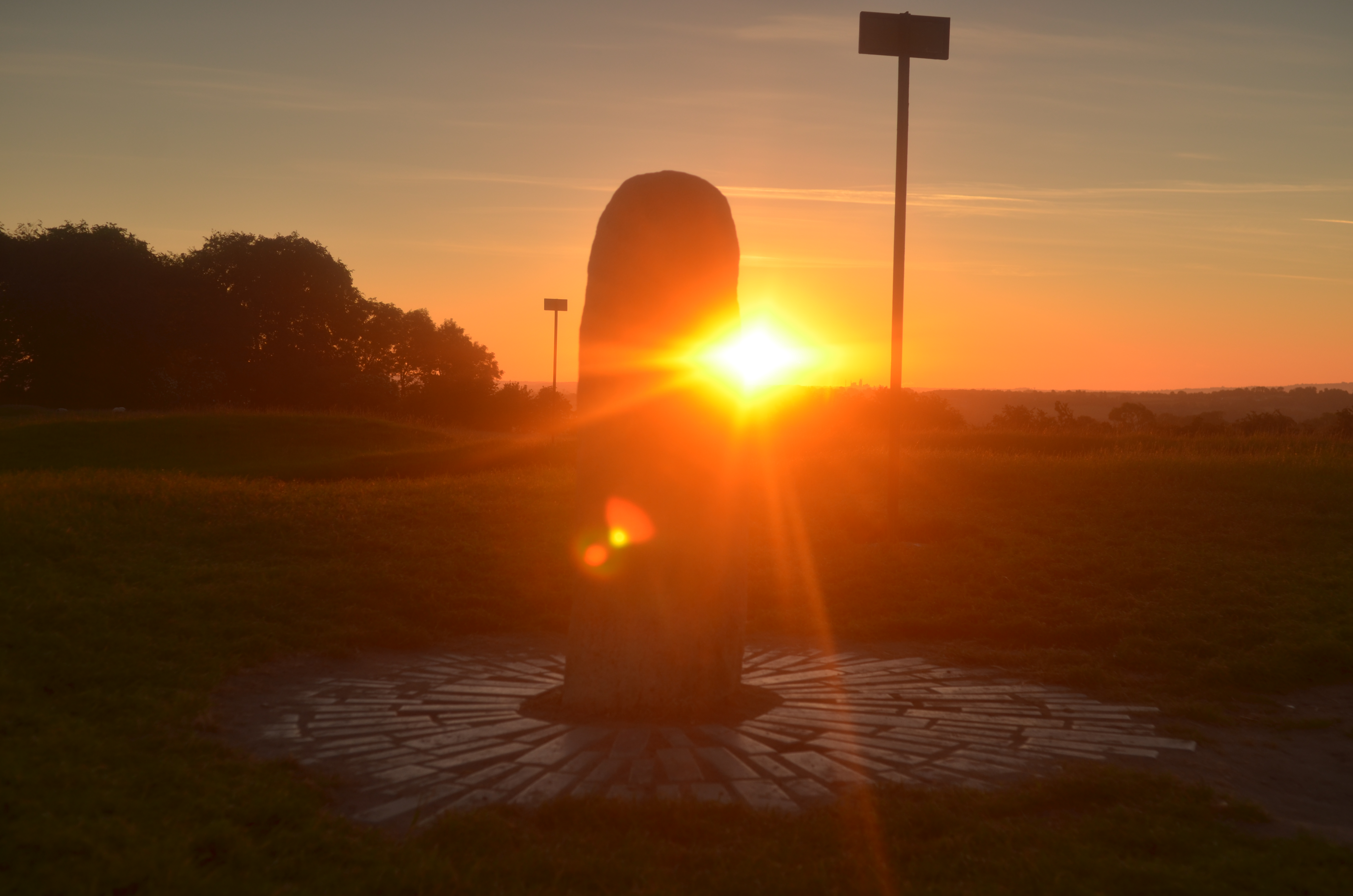
Tara-stenen, Lia Fail, Ödets sten.
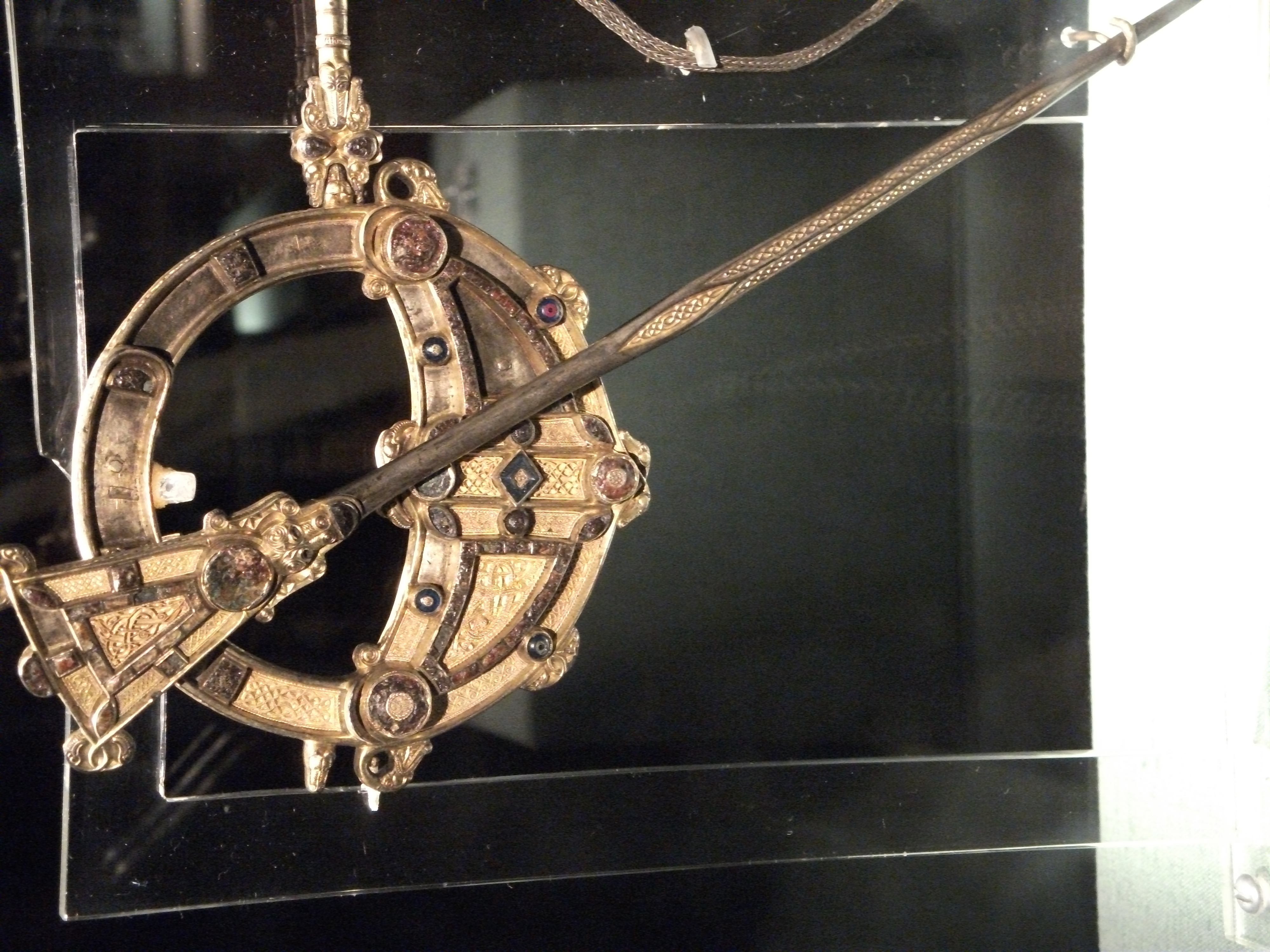
Tara broschen på National Museet i Dublin.
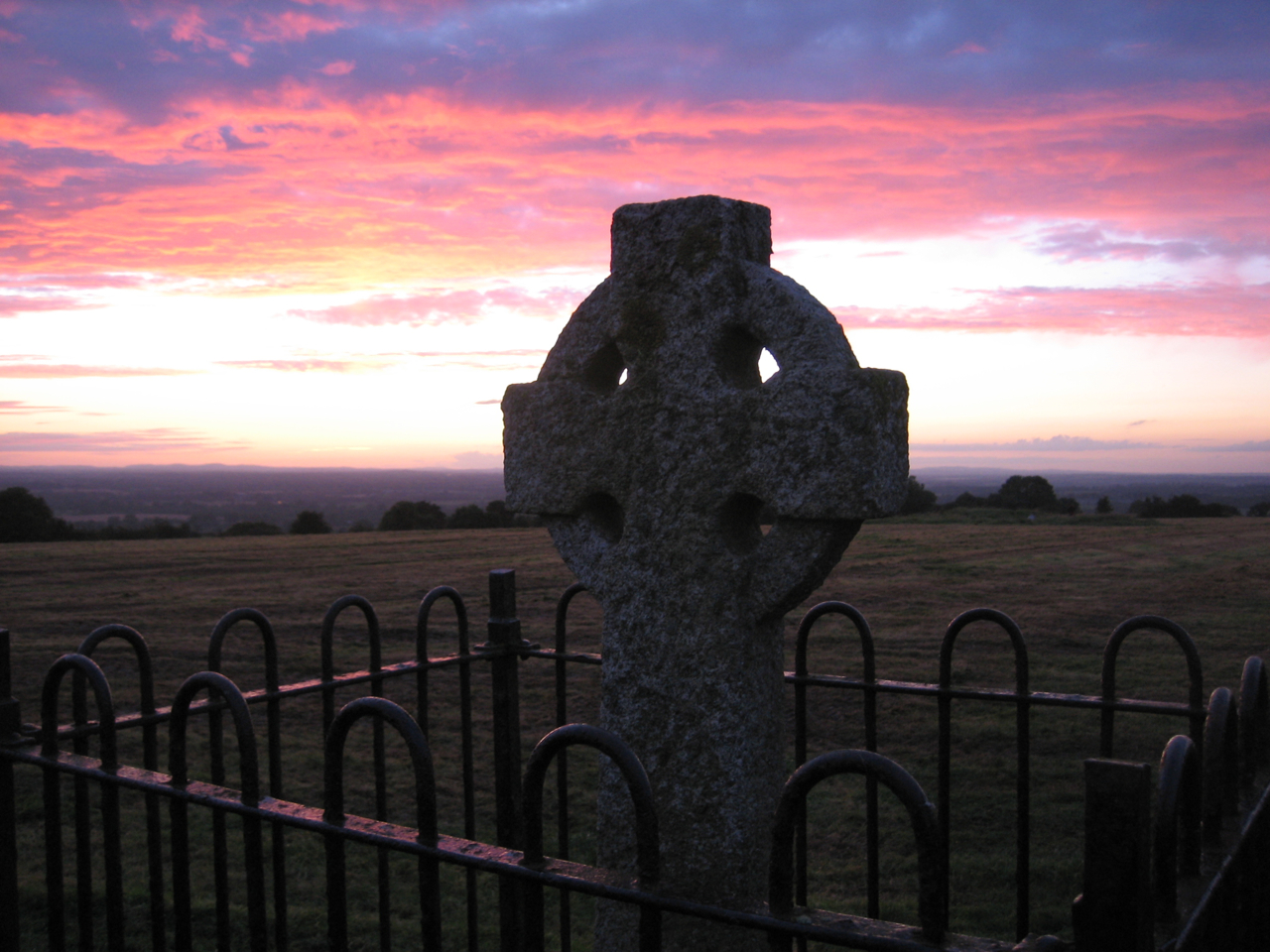
Högkors vid Tarakullen.
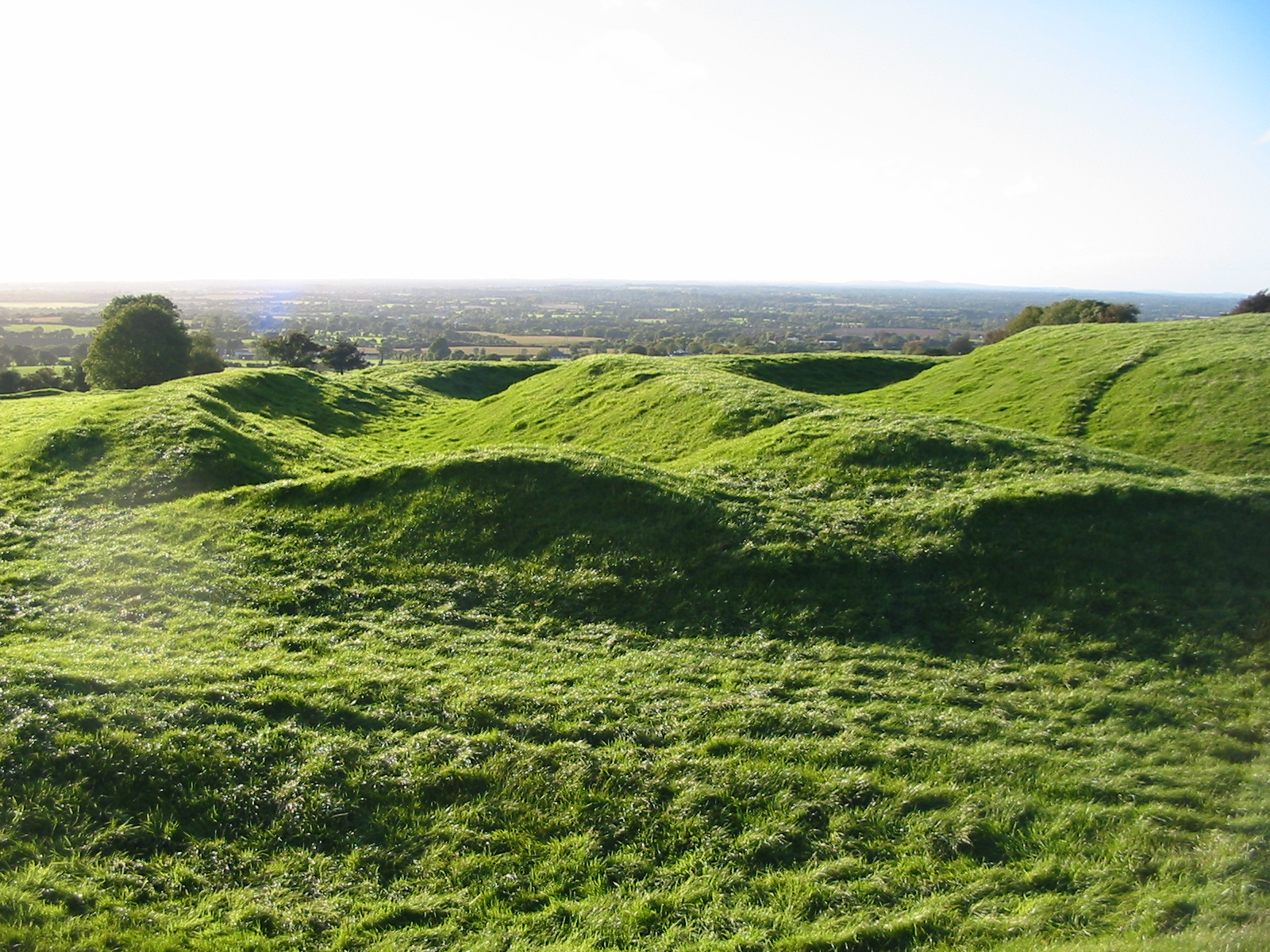
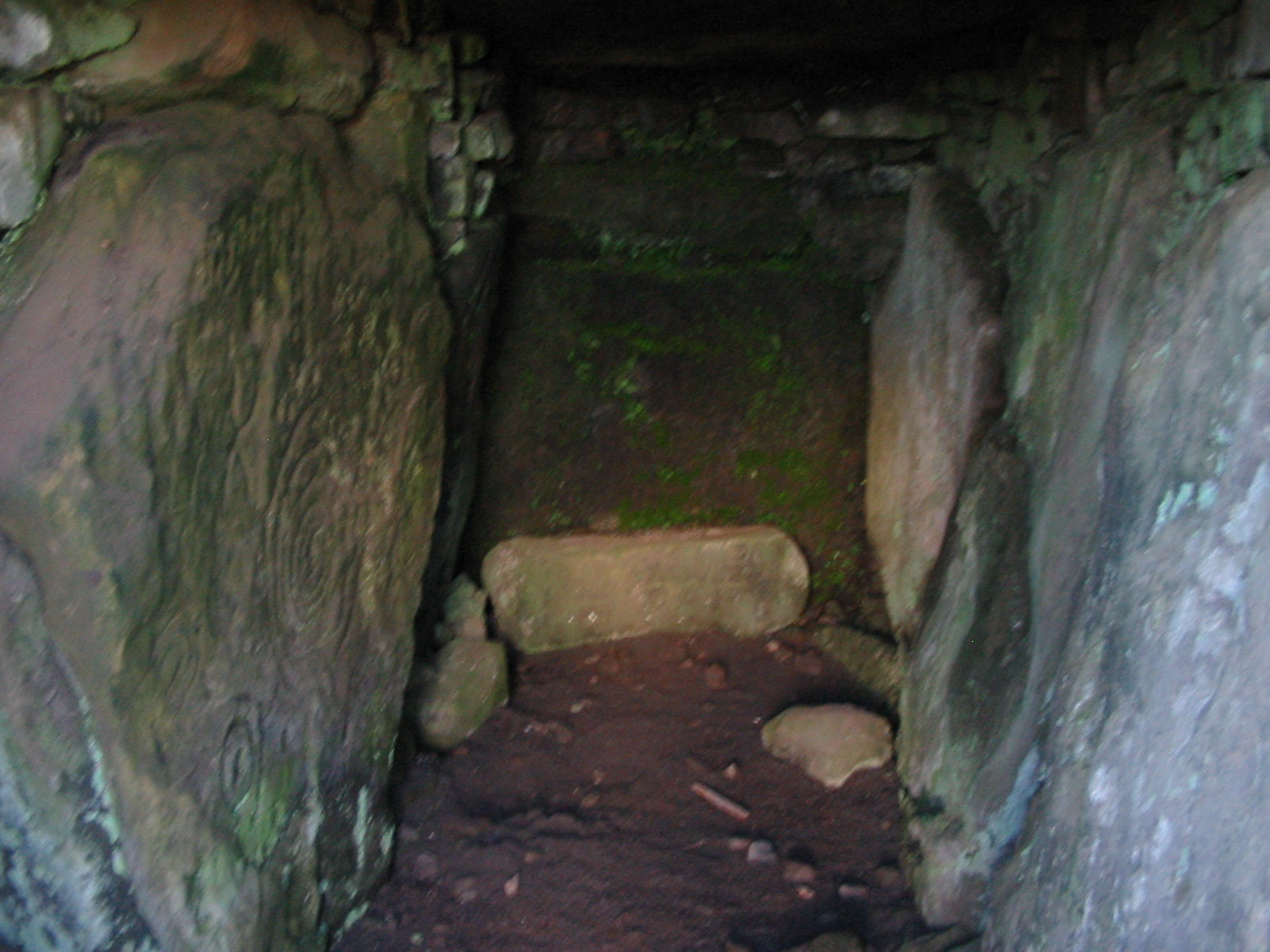
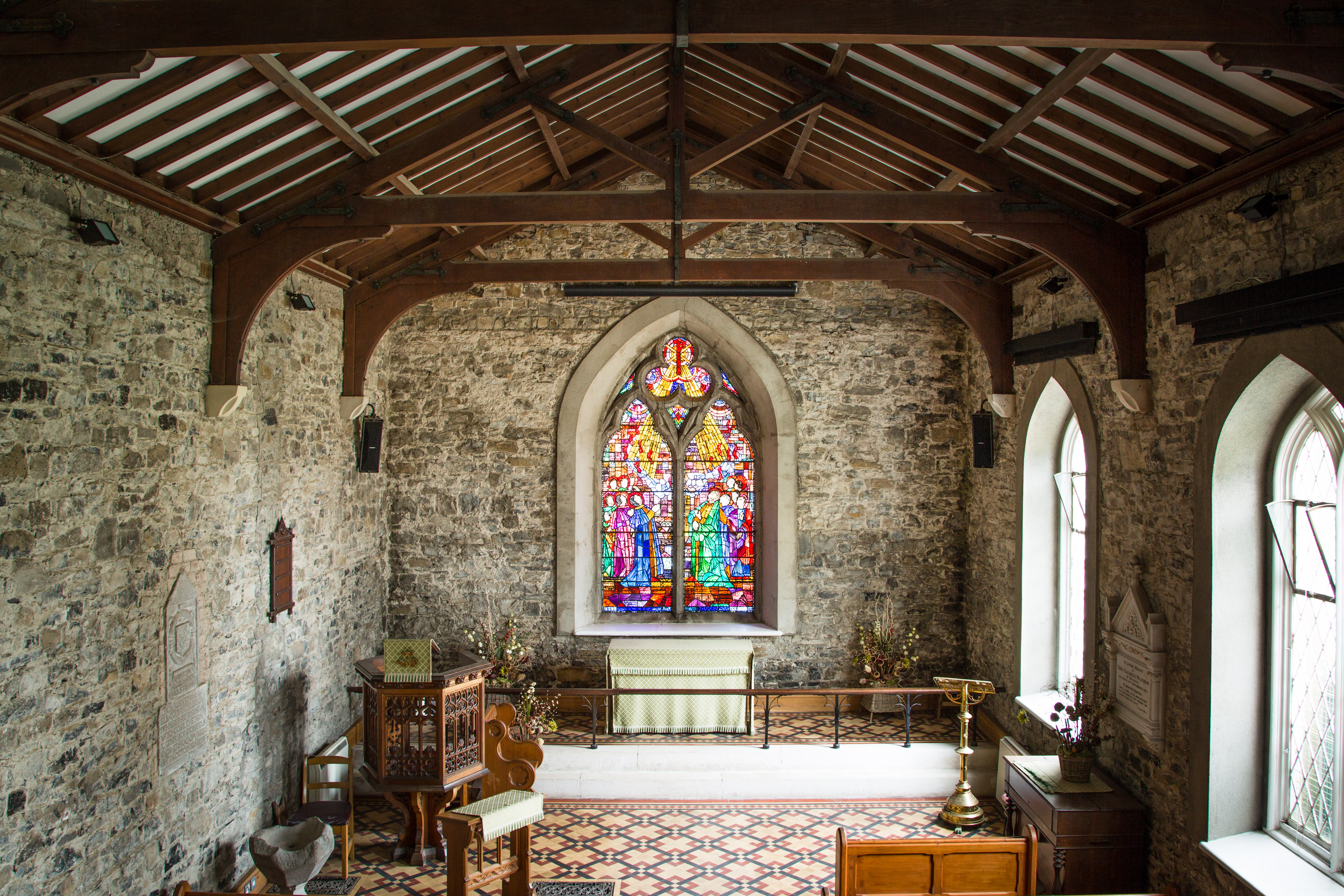
Sankt Patricks kyrka interör, Tarakullen.